# Winklerheide
Winklerheide ist ein Ortsteil der Gemeinde Schalksmühle im Märkischen Kreis im Regierungsbezirk Arnsberg in Nordrhein-Westfalen (Deutschland).

## Lage und Beschreibung
Der Wohnplatz befindet sich im Mesekendahler Bachtal östlich der Bundesautobahn 45 an der Gemeindegrenze zu Nachrodt-Wiblingwerde.
Nachbarorte auf dem Gemeindegebiet sind Winkeln, Mesekendahl, Sonnenscheid und Wersbecke, sowie die Brenscheider Kornmühle und die Ölmühle am Nahmerbach.

## Geschichte
Winklerheide gehörte bis zum 19. Jahrhundert der Bauerschaft Winkeln des Kirchspiels Hülscheid an. Ab 1816 war der Ort Teil der Gemeinde Hülscheid in der Bürgermeisterei Halver im Kreis Altena, 1818 lebten sieben Einwohner im Ort. Der laut der Ortschafts- und Entfernungs-Tabelle des Regierungs-Bezirks Arnsberg als Heide, Winkler bezeichnete und als Kotten kategorisierte Ort besaß 1839 ein Wohnhaus. Zu dieser Zeit lebten fünf Einwohner im Ort, allesamt evangelischen Bekenntnisses.
1844 wurde die Gemeinde Hülscheid mit Winklerheide von dem Amt Halver abgespaltet und dem neu gegründeten Amt Lüdenscheid zugewiesen.
Der Ort ist auf der Preußischen Uraufnahme von 1840 unter dem Namen Neuhaus verzeichnet. Ab der Preußischen Neuaufnahme von 1892 ist der Ort auf Messtischblättern der TK25 als Winklerheide verzeichnet.

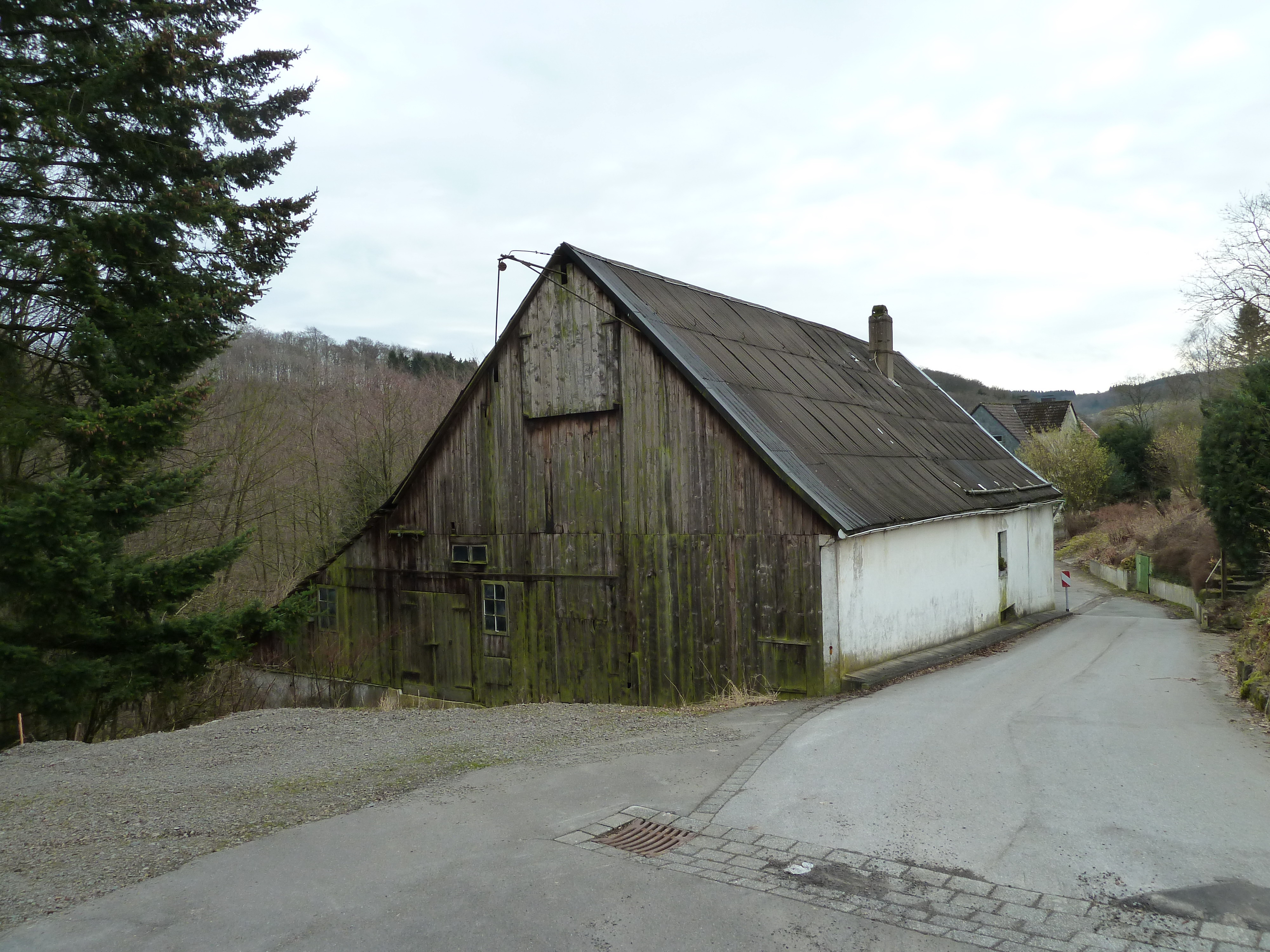
Ortsansicht in Winklerheide

Die Gemeinde- und Gutbezirksstatistik der Provinz Westfalen führt 1871 den Ort unter dem Namen Winklerheide mit zwei Wohnhäusern und zehn Einwohnern auf.  Das Gemeindelexikon für die Provinz Westfalen gibt 1885 für den Ort eine Zahl von 20 Einwohnern an, die in zwei Wohnhäusern lebten. 1895 besitzt der Ort vier Wohnhäuser mit 27 Einwohnern, 1905 werden drei Wohnhäuser und 25 Einwohner angegeben.
1969 wurden die Gemeinden Hülscheid und Schalksmühle zur amtsfreien Großgemeinde (Einheitsgemeinde) Schalksmühle im Kreis Altena zusammengeschlossen und Winklerheide gehört seitdem politisch zu Schalksmühle, das 1975 auf Grund des Sauerland/Paderborn-Gesetzes Teil des neu geschaffenen Märkischen Kreises wurde.